# Айленд-пік
Айленд-пік (англ. Island Peak) (6165 м) — гірська вершина в  Гімалаях. Інша назва вершини Imja Tse.
Назву Айленд-пік було присвоєно в 1951 р. членами британської експедиції під керівництвом Еріка Шіптона ( Eric Shipton). Коли члени британської експедиції побачили даний пік вперше з Дінгбоче ( Dingboche), то він нагадував острів у морі, покритий снігом. Пізніше, в рамках кампанії з перейменування, в 1983 р. він був перейменований в Imja Tse. Однак ця вершина більш відома під своїм первинним ім'ям. Пік розташований на гребені, що спускається з південного краю восьмитисячника  Лхоцзе-Шар.
Вершина була вперше підкорена в 1953 р. членами британської експедиції на Еверест, коли вони зійшли на неї для підготовки до штурму найвищої точки планети. Одним з першосходжувачів на Айленд-пік був першосходжувач на Еверест шерп Тенцинг Норгей.
Айленд-пік у даний час є однією з найпопулярніших серед альпіністів вершин Гімалаїв.

## Маршрути

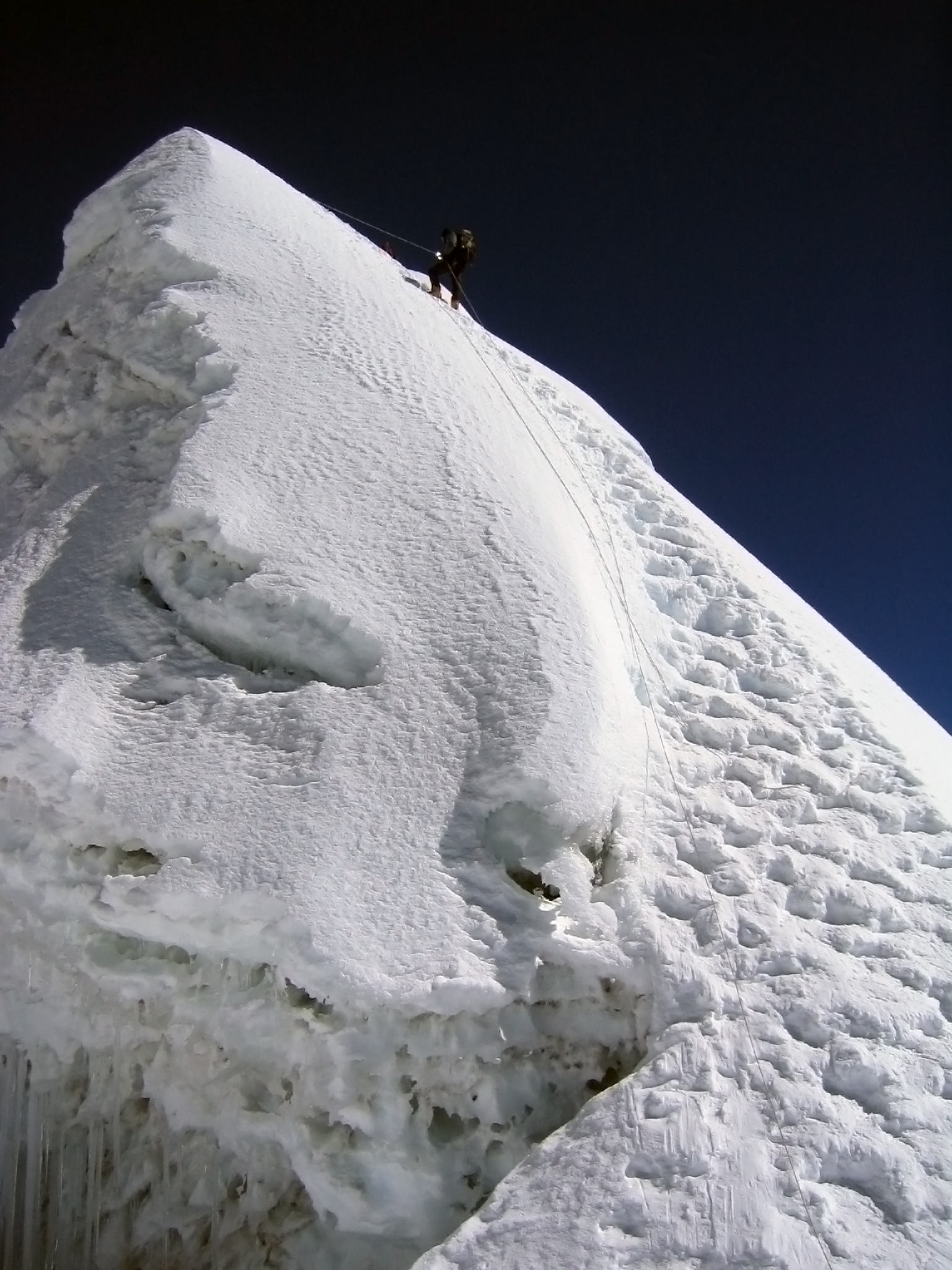
Сходження 27 жовтня 2004 р.

Класичний маршрут проходить по південно-східному схилу і південно-західному гребеню. Підхід починається в селищі Чукхунг. Відразу слід перейти по містку через річку, за якою починається стежка до підніжжя Айленд-піку. Спочатку стежка йде по гребеню морени. Потім виходить в плоску невелику долину до річки. Стежка йде зліва від річки. Після перетину долини потрібно повернути праворуч в прохід між моренними валами. Вийшовши до пересохлого озера стежка повертає праворуч у прохід між моренним валом і схилами Айленд-піку. Там розташований базовий табір (5100 м). До базового табору години 2-3 ходу. Більшість альпіністів стартує саме з цієї точки. Якщо пройти крізь базовий табір і трохи далі, можна побачити добре натоптану стежку, що йде ліворуч вгору. По ній трохи більше 1 години крутого підйому і буде Attack camp (близько 5500 м). У Attack camp можуть бути труднощі з водою — в каменях місцями залишки снігу.
Підйом від Attack camp починається прямо вгору в скельний кулуар. Спочатку підйом йде по лівій стороні кулуара впритул до скель, потім стежка переходить на праву сторону. Місцями стоять тури. Є майданчики під намети. Далі шлях губиться в осипах, орієнтуватися потрібно по турах. Осипний гребінь виводить до льодовика. Шлях по льодовику петляє між тріщин, але народу ходить багато і зазвичай є хороша стежка, яка приводить під крутий сніжний схил. У сезон схил провішаний перилами до виходу на вершинний гребінь. Перил — 3-4 мотузки. Вийшовши на гребінь вправо вгору 100 м по вузькому гребеню до вершини. Спуск по шляху підйому.
Стандартними періодами для сходжень є: квітень-травень та жовтень-листопад.

## Ресурси Інтернету
- Опис на Summitpost.org [Архівовано 1 вересня 2013 у Wayback Machine.]
- Фотографії з треку і сходження [Архівовано 14 жовтня 2014 у Wayback Machine.]
- Peakware.com [Архівовано 12 травня 2013 у Wayback Machine.]
- ISland Peak vs Mera Peak [Архівовано 14 січня 2020 у Wayback Machine.]
- Вікісховище має мультимедійні дані за темою: Айленд-пік